# Alexei Scheludko

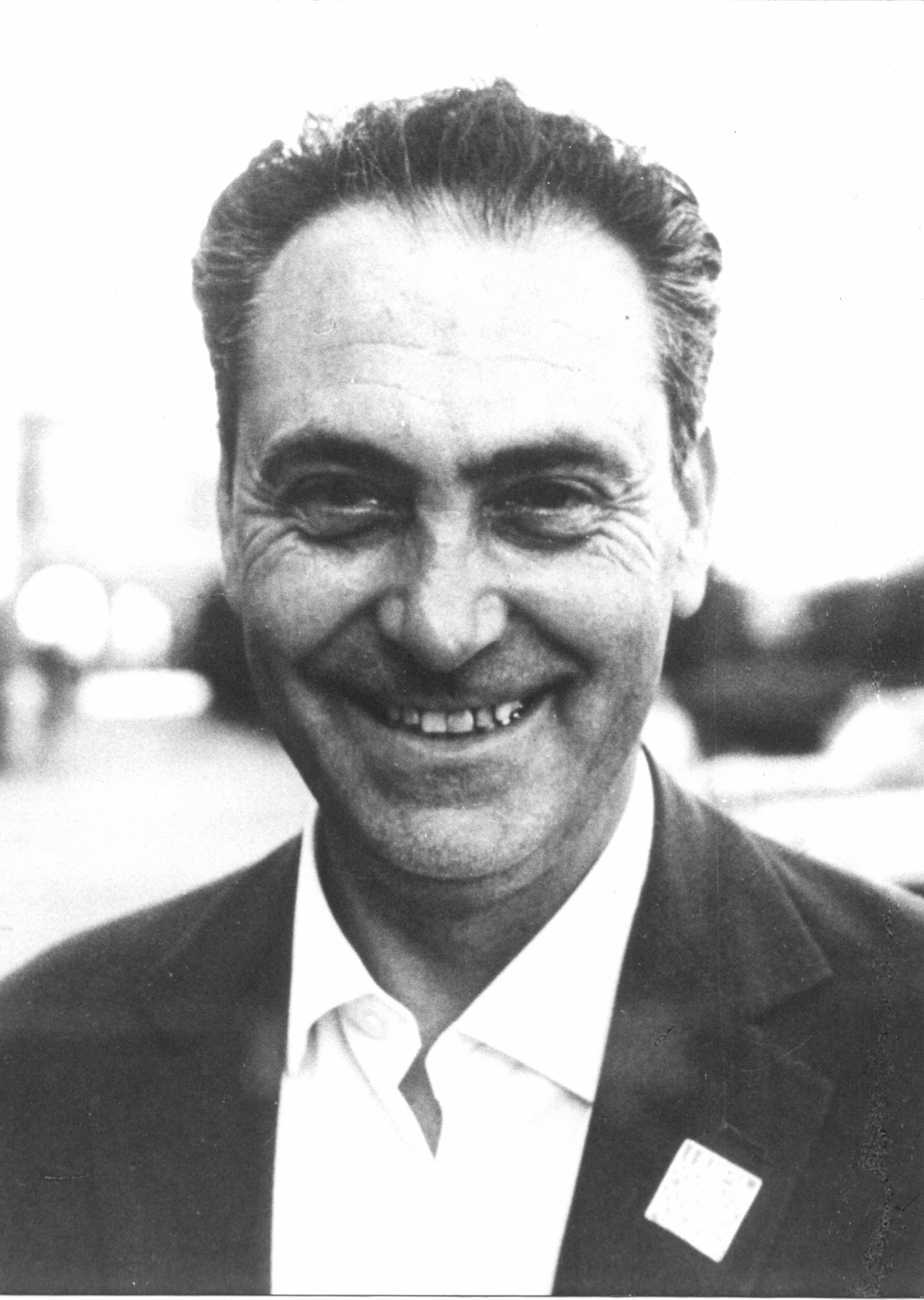
Alexei Scheludko

Alexei Dimitrow Scheludko (bulgarisch Алексей Димитров Шелудко; * 18. Mai 1920 in Halle (Saale); † 8. Mai 1995 in Sofia) war ein bulgarischer Chemiker.
Scheludko studierte Chemie an der Universität Sofia mit dem Abschluss 1941 und der Promotion in Physikalischer Chemie 1956. 1948 wurde er dort Assistent, 1957 Dozent und 1962 Professor. Er war Leiter der Abteilung Physikalische Chemie und Oberflächenchemie am Institut für Physikalische Chemie der Bulgarischen Akademie der Wissenschaften. Im Jahr 1974 wurde Scheludko zum Mitglied der Leopoldina gewählt. Er war ordentliches Mitglied der Bulgarischen Akademie der Wissenschaften.
Er befasste sich mit Elektrochemie, Kolloidchemie und Chemie auf Grenzflächen und dünnen Oberflächenfilmen, zum Beispiel mit Schäumen.